# Уимбълдън 2014
Уимбълдън 2014 е тенис турнир, провеждащ се на открити тревни кортове в Лондон. Това ще бъде 128-ото издание на турнира и третият турнир от Големия шлем за годината. Турнирът се играе в „All England Lawn Tennis and Croquet Club“ в периода от 23 юни до 7 юли.
Представителят на домакините Анди Мъри е шампионът от 2013 г., но той губи от Григор Димитров в четвъртфиналите. Французойката Марион Бартоли е миналогодишната шампионка, но тя не защитава титлата си, тъй като се отказа от тениса през 2013 г. Така първият мач на сингъл жени на Централния корт през втория ден на турнира, в който по традиция участва действащата шампионка, се изигра от миналогодишната финалистка Сабине Лисицки.
Титлата при мъжете е спечелена от Новак Джокович, а тази при жените – от Петра Квитова. Това е втора титла на Уимбълдън и за двамата, след като през 2011 г. за първи път триумфираха тук.

## Точки и награден фонд

### Ключ
1. Ш – шампион
2. Ф – финалист
3. ПФ – полуфиналисти
4. ЧФ – четвъртфиналисти
5. 4К – тенисист, загубил в четвърти кръг
6. 3К – тенисист, загубил в трети кръг
7. 2К – тенисист, загубил във втори кръг
8. 1К – тенисист, загубил в първи кръг
9. К – тенисист, преминал квалификациите
10. К3 – тенисист, загубил в трети кръг на квалификациите
11. К2 – тенисист, загубил във втори кръг на квалификациите
12. К1 – тенисист, загубил в първи кръг на квалификациите

### Точки
| Събитие     | Ш    | Ф    | ПФ  | ЧФ  | 4К  | 3К  | 2К | 1К | К  | К3 | К2 | К1 |
| Сингъл мъже | 2000 | 1200 | 720 | 360 | 180 | 90  | 45 | 10 | 25 | 16 | 8  | 0  |
| Двойки мъже | 2000 | 1200 | 720 | 360 | 180 | 90  | 0  | –  | 25 | –  | 0  | 0  |
| Сингъл жени | 2000 | 1300 | 780 | 430 | 240 | 130 | 70 | 10 | 40 | 30 | 20 | 2  |
| Двойки жени | 2000 | 1300 | 780 | 430 | 240 | 130 | 5  | –  | 48 | –  | 0  | 0  |

### Награден фонд
Общият награден фонд на Уимбълдън за 2014 г. е повишен с 10,8% на £25 000 000. Шампионите на сингъл при мъжете и жените ще получат по 1.76 милиона паунда всеки, със 160 000 паунда повече от предходната година.
| Събитие         | Ш          | Ф        | ПФ       | ЧФ       | 4К       | 3К      | 2К      | 1К      | К3      | К2    | К1    |
| Сингъл          | £1 760 000 | £880 000 | £440 000 | £226 000 | £117 000 | £71 000 | £43 000 | £27 000 | £13 500 | £6750 | £3375 |
| Двойки*         | £325 000   | £163 000 | £81 500  | £41 000  | £21 500  | £13 000 | £8500   | –       | –       | –     | –     |
| Смесени двойки* | £96 000    | £48 000  | £24 000  | £11 500  | £5600    | £2800   | £1400   | –       | –       | –     | –     |

* на отбор

## Сингъл

### Сингъл мъже
| Шампион          | Шампион         | Финалист           | Финалист       |
| ---------------- | --------------- | ------------------ | -------------- |
| Новак Джокович   | Новак Джокович  | Роджър Федерер     | Роджър Федерер |
| Полуфиналисти    |                 |                    |                |
| Григор Димитров  | Григор Димитров | Милош Раонич       | Милош Раонич   |
| Четвъртфиналисти |                 |                    |                |
| Марин Чилич      | Анди Мъри       | Станислас Вавринка | Ник Киргьос    |

### Сингъл жени
| Шампионка         | Шампионка      | Финалистка         | Финалистка                 |
| ----------------- | -------------- | ------------------ | -------------------------- |
| Петра Квитова     | Петра Квитова  | Южени Бушар        | Южени Бушар                |
| Полуфиналистки    |                |                    |                            |
| Симона Халеп      | Симона Халеп   | Луцие Шафаржова    | Луцие Шафаржова            |
| Четвъртфиналистки |                |                    |                            |
| Анжелик Кербер    | Сабине Лисицки | Екатерина Макарова | Барбора Захлавова-Стрицова |

## Събития

### Сингъл мъже
- Новак Джокович побеждава  Роджър Федерер с резултат 6 – 7(7 – 9), 6 – 4, 7 – 6(7 – 4), 5 – 7, 6 – 4

### Сингъл жени
- Петра Квитова побеждава  Южени Бушар с резултат 6 – 3, 6 – 0

### Двойки мъже
- Вашек Поспишил /  Джак Сок побеждават  Боб Брайън /  Майк Брайън с резултат 7 – 6(7 – 5), 6 – 7(3 – 7), 6 – 4, 3 – 6, 7 – 5

### Двойки жени
- Сара Ерани /  Роберта Винчи побеждават  Тимеа Бабош /  Кристина Младенович с резултат 6 – 1, 6 – 3

### Смесени двойки
- Ненад Зимонич /  Саманта Стосър побеждават  Макс Мирни /  Чжан Хао-цин с резултат 6 – 4, 6 – 2